# Viticoltura in Trentino-Alto Adige
La viticoltura in Trentino-Alto Adige è l'insieme delle attività di coltivazione di uva e produzione di vino svolte nella regione.

## Storia
La presenza di attività vinicola è attestata dai tempi degli etruschi, ma è con i romani che vede la progressiva espansione. Con le invasioni barbariche l'attività viene interrotta finché i monaci benedettini iniziano a riprendere l'attività all'interno dei propri monasteri. Sotto la dominazione asburgica nascono le prime cooperative, riorganizzando completamente il settore industriale ma solo nel 1980 vengono introdotti rigorosi criteri di produzione e qualità.

## Zone di produzione

### Valle Isarco
Zona vocata per la produzione di vini bianchi. I vitigni utilizzati sono il Sylvaner, Müller Thurgau, Gewürztraminer, Kerner e Riesling. Storica è l'Abbazia di Novacella, dove si produce vino dal 1142.

## Vitigni

### Autoctoni
| Vitigno           | Bacca  | Descrizione        | Immagine |
| ----------------- | ------ | ------------------ | -------- |
| Gewurztraminer    | Bianca | Uva a bacca bianca |          |
| Lagrein           | Nera   | Uva a bacca nera   |          |
| Marzemino         | Nera   | Uva a bacca nera   |          |
| Schiava (vitigno) | Nera   | Uva a bacca nera   |          |
| Teroldego         | Nera   | Uva a bacca nera   |          |

### Alloctoni
- Sylvaner
- Müller-Thurgau
- Pinot nero
- Pinot grigio
- Cabernet Sauvignon

## Vini

### DOC
- Alto Adige prodotto in settantuno tipologie.
- Casteller
- Lago di Caldaro
- Teroldego Rotaliano
- Trento spumante prodotto in due tipologie.
- Trentino prodotto in trentanove tipologie.
- Valdadige prodotto in sette tipologie.
- Valdadige Terradeiforti prodotto in quattro tipologie.

### IGT
- Atesino delle Venezie
- Trevenezie
- Mitterberg tra Cauria e Tel (in tedesco Mitterbeg zwischen Gfrill und Toll o Mitterbeg )
- Vallagarina
- Vigneti delle Dolomiti (in tedesco Weinberg Dolomiten)

## Turismo
La strada del vino in Alto Adige (in tedesco Südtiroler Weinstraße) è una strada che corre parallela alla valle dell'Adige, nell'Oltradige, a partire da Nalles tocca la città di Bolzano proseguendo verso sud fino a raggiungere Cortina sulla Strada del Vino, nei pressi di Salorno. È lunga circa 70 chilometri e si snoda attraverso 15 comuni altoatesini.

## Produttori
- Abbazia di Novacella